# 都市計画協会
公益財団法人都市計画協会（としけいかくきょうかい）は、日本の財団法人。日本の都市計画に関する事業を担う協会。1917年（大正6年）に後藤新平によって設立された「都市研究会」を起源とする。1939年（昭和14年）に設立された「大日本防空協会」が敗戦で解散した際にはその残余財産を引き継いでいる。

1946年（昭和21年）に財団法人都市計画協会として発足し、2012年（平成24年）に公益財団法人となった。

都道府県・市区町村及び協会の活動に賛同する民間企業・団体・個人を会員とする。

＜業務の概要＞

　１）都市計画及び関連する国土計画・地方計画に関する調査研究等

　（最近の受託業務としては、地区計画等の土地利用制度や開発許可制度に係る運用のあり方に関する調査、市町村合併を機とした都市計画基本構想の策定、自治体における立地適正化計画の策定に伴う基礎調査や都市計画マスタープラン素案作成などがある）

　２）都市計画に関する図書等の刊行とまちづくり情報の提供（機関誌「新都市」、都市計画ハンドブックなど）

　３）都市計画に関する大会、講習会等の開催（都市計画全国大会、まちづくり事例に関するセミナー・現地視察、「世界都市計画の日」日本集会など）

　４）都市計画に関する表彰、各種団体行事等への協力（まちづくり月間中央行事など）、国際交流活動